# Hans Jönsson (politiker)
Hans Jönsson, född 8 oktober 1915 i Burlövs församling, Malmöhus län, död 2 september 2003 i Burlöv, var en svensk politiker (s) och ombudsman.
Jönsson, som var son till sockerfabriksarbetare Frans Jönsson och Berta Persson, studerade vid Hvilans folkhögskola 1932–1933 och Fridhems folkhögskola 1933–1934. Han var ombudsman på Folket i Bilds Malmöexpedition 1942–1963 och Tiden-FIB:s förlag 1963–1964. Han var sakkunnig i storstadsutredningen från 1963. Han var ledamot av Handelsanställdas förbunds förbundsstyrelse och LO:s representantskap från 1946; huvudman i Malmö sparbank-Bikupan och styrelseledamot Folkhögskolan Hvilan. Han var ledamot av Malmöhus läns landsting från 1947, dess förvaltningsutskott 1960–1965, dess sjukvårdsstyrelse från 1964, ordförande i kommunalfullmäktige i Burlövs landskommun från 1953, skolstyrelse från 1948, vice ordförande i Malmö kommunblocks samarbetsnämnd och länsskolnämnden från 1966.
Jönsson var ledamot av riksdagens andra kammare 1965–1970 representerande Socialdemokraterna i valkretsen Malmöhus län. Han var även ledamot i den nya enkammarriksdagen från dess öppnande 1971.